# 119 aC
El 119 aC va ser un any del calendari romà prejulià. Durant la República i l'Imperi Romà es coneixia com l'Any del Consolat de Cota i Metel o també any 635 Ab urbe condita o de la fundació de la ciutat). L'ús del nom «119 aC» per referir-se a aquest any es remunta a l'alta edat mitjana, quan el sistema Anno Domini va ser el mètode de numeració dels anys més comú a Europa.

## Esdeveniments

### Xina
- Batalla de Mobei (literalment 'Batalla del desert del Nord') és una campanya militar que té lloc a la part nord del desert del Gobi. Forma part d'una gran ofensiva estratègica llançada per la dinastia Han contra el centre de la regió dels nòmades xiongnu. La batalla és una victòria pels Han. Les seves forces són dirigides per Wei Qing i Huo Qubing.[2][3]

### Imperi Part
- Mitridates II de Pàrtia neteja de saces el país i els confina a la regió del Sakastan (Sistan) com a teòrics vassalls. El rei Azes s'alliberarà d'aquesta tutela uns anys després.[4]

### República Romana
- Luci Aureli Cota i Luci Cecili Metel Dalmàtic són elegits cònsols.[5]
- Cecili Metel, per tal d'obtenir un triomf, declara la guerra als dàlmates que estaven en pau amb Roma. Els dàlmates no oposen cap resistència i després de passar l'hivern a Salona, la capital dàlmata, retorna a Roma i demana i obté els honors del triomf i l'agnomen de Dalmàtic. Amb el botí obtingut restaura el temple de Càstor i Pòl·lux.[6][7] També va fer construir un temple dedicat a Ops.[8]
- Aureli Cota proposa que Gai Màrius, que és tribú de la plebs, sigui cridat a donar comptes de la lex Maria, que s'ha aprovat en una votació als comicis i redueix la influència dels optimats. Màrius, però en lloc de defensar-se ataca el cònsol, i l'amenaça d'empresonar-lo si no retira la moció. Cecili Metel, l'altre cònsol, que havia donat suport a Cota, és empresonat per ordre de Màrius, i cap dels tribuns de la plebs vol escoltar la seva apel·lació. El Senat accepta el seu empresonament. Sembla que Cota retira la moció en aquest moment.[9]

## Necrològiques
- Gai Papiri Carbó, cònsol l'any 120 aC, veu com l'orador Luci Licini Cras presenta una acusació contra ell, però el càrrec exacte no es coneix. Quan Carbó veu que serà condemnat, es suïcida.[10] Valeri Màxim afirma que marxa a l'exili.[11]